# Rorippa humifusa
Rorippa humifusa är en korsblommig växtart som först beskrevs av Jean Baptiste Antoine Guillemin och Perr., och fick sitt nu gällande namn av William Philip Hiern. Rorippa humifusa ingår i släktet fränen, och familjen korsblommiga växter. Inga underarter finns listade i Catalogue of Life.